# エイティエイトを2でわって
『エイティエイトを2でわって』は、有馬による日本の4コマ漫画。
『まんがタイムきららMAX』（芳文社）にて、2023年2月号から4月号までゲスト連載後、同年5月号から連載中。
ゲスト連載時のタイトルは『ニブンノハチジュウハチ』。タイトルの「エイティエイト(88)」とはピアノの鍵の数であり、1台のピアノを2人で弾く連弾をテーマとした漫画となっている。キャッチコピーは「ピアノ連弾とは愛である」

## あらすじ
それほど上手ではないがピアノを演奏することが大好きな少女である藤田美弦は、地元の北海道を出て単身上京し、全寮制の雨久花高校に進学する。偶然にも寮での美弦の同室者は、幼い頃に同じピアノ教室で学んだことがある小林奏だった。奏は美弦とはレベル違いのピアノの実力者で、中学生にしてフランスへ音楽留学したほどだったが、留学先のレベルの高さに挫折し、帰国していたのだった。
そのため奏は「しばらくピアノは見たくない」と、音楽科のない雨久花高校に入学していたのだが、美弦はなんと自宅から寮の部屋に、自分のグランドピアノを持ち込んでいた。それでもかたくなにピアノは弾かないと言っていた奏だが、美弦の演奏を指導することになる。その流れでピアノの前に座らされた奏だが、2カ月ぶりのピアノを前にして不安と緊張で手が動かない。そこで美弦が横に座って、連弾でピアノを弾きはじめる。
さらには寮で寝室が隣である清花ゆずと松永来夢もピアノを演奏をするようになり、そのまま4人で地域の音楽祭や、学校の文化祭での演奏にも参加する。美弦に丸め込まれるように再度ピアノに触れた奏だが、皆と触れあいながらの連弾を通して、改めてピアノと向き合っていく。

## 登場人物

### 主要人物
藤田 美弦（ふじた みつる）
雨久花高校1年生。誕生日：7月19日。本作の主人公。北海道出身。とにかくピアノ演奏が大好きな少女。4歳の時に買ってもらったトイピアノに熱中し、それを見た親から次の誕生日にグランドピアノを買い与えられた。またピアノ教室にも通うようになり、そこで奏と出会う（そのピアノ教室は先生が厳しかったため、小6の時に緩い別のピアノ教室に変えている）。ただコンクールなどに出ても予選落ちばかりで演奏の実力はあまり高くない。全寮制の学校へ進学するにあたり、寮の許可を取ってわざわざ自分のグランドピアノを自分の部屋へと持ち込んだ。
とにかく楽しくピアノを弾くが、ハノンのような地味な練習は苦手。また音やテンポが安定せず、無駄に力が入って音が大きくなりがち（よく「ズンドコ」という擬音が使われている）。好みの曲も「ズンドコ系」や速い曲ばかり。再会後の奏との初の連弾ではセコンド（低音）を担当していたが、テンポが安定しないため以後はプリモ（高音）に代わった。
性格はかなり脳天気でテンションが高く、少々強引。落ち着きがなく、壮絶に寝相が悪い。そそっかしいところもある。その一方で学校成績は非常に優秀。しかし他人に教えるのは苦手。

小林 奏（こばやし かなで）
雨久花高校1年生。誕生日：1月15日。美弦と同じく北海道が地元で（美弦とは学区違いで小学校は異なっていた）、彼女が通っていたのと同じピアノ教室におり、その時に美弦と連弾を経験している。当時から非常に演奏のレベルは高く、出場するコンクールの幼児・小学生部門でことごとく優勝するなど、天才児として知られていた。そして中学生の時フランスに音楽留学したが、そこで「コテンパンにやられました」「私レベルなんてゴロゴロいたしそれ以上だっていっくらでも」と語るほどに挫折。帰国して、ピアノも見たくなくなり、音楽科がなく地元からも遠い雨久花高校に入学した。そこで美弦と再会し、彼女のピアノ演奏につい口を出して指導をするようになり、自分も美弦との連弾を中心に再度ピアノと関わり出す。それでも自分のソロ演奏を他人に聞かせることは頑なに避けて恐れ、連弾用の曲をひとりで練習するときも美弦のピアノは使わず、わざわざ学校の音楽室を借りてひとりきりで行うほどだったが、地域の音楽祭に参加したとき最後にソロ演奏を予定していた美弦が腱鞘炎になったため、代わりにソロ演奏を披露した。
寮では美弦と同じ寝室で、クラスも同じ。ピアノの指導についてはスパルタで、目つきが変わり、美弦の演奏について容赦なく批評する。特にピアノに対しては非常に生真面目だがそれ以外ではけっこう抜けているところや天然なところがあり、低レベルな言い合いを美弦と行うこともしばしばで、普段は丁寧な言葉遣いもくだけたり汚くなったりする。クラシック以外の音楽はほとんど経験がなく聞いたこともあまりないため、ポップスに妙な偏見を持っている。ピアノばかりやっていたせいで学校成績はあまりよくない。ホラーものが好きという一面があり、文化祭のクラスの出し物がお化け屋敷になったときは、真剣にメイクしたり出し物を制作したり、客の悲鳴を期待したりしていた。

清花 茜音凛蘭柚香蓮（きよはな あかねりんらんゆずかれん）
雨久花高校1年生。誕生日：11月5日。本名が長いため普段は「ゆず」と名乗ったり呼ばれたりしている。寿限無のように親が名前を悩んで決めかねた結果長くなったという。
寮では美弦・奏の隣の寝室（リビングは共用のため実質4人部屋）。何度か奏とピアノコンクールで一緒になっており、奏の演奏のファンだった。お嬢様育ちで、ピアノ以外にもバイオリン、フルートなどにも手を出しており、本人曰く「色々やりすぎて全部中途半端」。美弦・奏との出会いにより再びピアノをよく弾くようになり、美弦達と共に地域の音楽祭にもピアノ演奏で参加した。
お嬢様言葉で話し、普段は午後9時に寝るほど睡眠時間が長い。体格はかなり小柄。ふわふわとした髪をよく来夢などにいじられている。
自宅は寮から車で30分の距離。家には多くの客間や数台のピアノがあり、プールもあるなど豪邸で、メイドも雇われている。

松永 来夢（まつなが らいむ）
雨久花高校1年生。誕生日：4月18日。寮でゆずと同じ寝室（美弦・奏の隣部屋）で、クラスも同じ。見た目はギャルだがしっかりもので学校成績も良い。中学から一緒だったゆずの面倒を保護者のようによく見ており、朝起きられないゆずを脇に抱えたまま食堂に行くといったこともある。美弦のことを「みちゅ」、奏のことを「かなぴ」と呼ぶ。
小学生の時に鍵盤ハーモニカをやった程度でピアノに関しては完全に初心者だったが、寮で同室の他3人がピアノ経験者でピアノの話で盛り上がるため寂しくなり、自分もゆずに教わりながらピアノを始め、彼女と連弾で演奏するようになる。連弾ではプリモ（高音）を担当するが、客側から見て奥になるゆずが自分の影になり、観客から見えなくなることを不安に思う程度に身長が高いなど全体的に大柄。そのため学園祭の演奏では、ゆずが目立つようにとセコンド（低音）に挑戦した。
上原 咲雪（うえはら さゆ）
ゆずの母の友人の娘で、音楽高校に通う。母の付き添いでゆずの家にやって来て皆と出会い、以後何かと関わるようになる。
幼い頃からピアノをやっている。昔から奏に憧れており、留学後音楽業界で見なくなった奏に再会したいと願い、万にひとつの可能性に賭けてわざわざ音楽高校を受験したほど。元来の性格は人見知りでコミュ障であり、初対面の人間とはほとんど会話できない。一方で奏を盲信しており、奏と連弾で演奏している美弦に対しては（美弦の演奏技術が高くないこともあって）手厳しい。だがめげない美弦からはウザ絡みのような対応をされている。作曲もでき、美弦にしつこく要求されて自分が作った曲（奏をイメージしたもの）を美弦に提供することになった。
来夢から「さゆゆ」と呼ばれ、次第にそれがあだ名として定着している。

### 雨久花高校関係者
九十田 唯（つくだ ゆい）
美弦達と同じクラスで吹奏楽部所属、担当楽器はバスドラム。見た目や雰囲気は「物腰やわらかおっとり癒やし系のお嬢さん」だが、音楽室の金属製の鍵を簡単にへし折り、その後防音扉を素手で外して持ち上げるなど怪力の持ち主。中学生まではその怪力を生かして運動部の助っ人ばかりしていたが、元々音楽に憧れていたという。

鴻坂 須寿菜（こうさか すずな）
合唱部所属の1年生。「歌より先生のほうが好き」と大島になついており、大島が顧問を務める合唱部に所属している。

小笠原 ちよ（おがさわら ちよ）
軽音楽部所属の1年生。いつも大きなサイズのパーカーを着て袖を余らせている。地域の音楽祭や学校の文化祭ではバンドによるライブ演奏を行った。

大島 彩葉（おおしま いろは）
合唱部の顧問である教師。ふくよかで、いつも菓子を持ち歩いており、何かある度に人に与えようとする。合唱部ではピアノ演奏も担当。

### その他の人物
馬居（うまい）
カフェ「うまいコーヒー」店長の若い女性。普段は落ち着いた雰囲気だが、興奮すると途端にせわしなくなるなどテンションの落差が激しい。地域の音楽祭での美弦達の演奏を聴き、カフェにあるピアノの演奏を依頼する。
杏奈（あんな）
ゆずの家と契約している、若い女性の調律師。元々は音大のピアノ奏者で、自分が出たコンサートで演奏したピアノの調律に惚れ込み、その調律を担当した調律師に弟子入りした。おだてると調律のことについて長々と語り出す。

## 用語
雨久花高校（みずあおいこうこう）
美弦達が通う全寮制の私立高校。美弦曰く自由な校風で、学食が充実している。部活動が活発。美弦たちが入居している学生寮は4人部屋で、寝室は2つに分かれておりそれぞれ2人で使用するという構造。美弦は自分たちの寝室にピアノを持ち込んでいる。各部屋バス・トイレ付きに加えて大浴場もある。

うまいコーヒー
雨久花高校の近くにあるカフェ。店名は店長の名前「馬居」から来ている。店にはアップライトピアノが置いてあり、以前は奏者のアルバイトが居たがしばらく使われていなかった。そのため店長に頼まれ、美弦達がアルバイトで演奏をすることになる。

## 書誌情報
- 有馬『エイティエイトを2でわって』芳文社〈まんがタイムKRコミックス〉、既刊2巻（2025年1月27日現在）[26]
  1. 2024年1月26日発売[26][4]、ISBN 978-4-8322-9523-0
  2. 2025年1月27日発売[26]、ISBN 978-4-8322-9608-4